# Etheostoma neopterum
Etheostoma neopterum là một loài cá trong họ Percidae thuộc Bộ Cá vược. Loài cá này dài từ 3,6 đến 6,1 cm. Cho dù đang lúc chiến đấu hay tán tỉnh, tiếng gọi của những chú cá nhỏ này rất lớn và vọng và chúng cũng không ngần ngại tạo ra chuỗi âm thanh nghe như âm bass.Trong số tất cả các loài động vật biển, nhà sinh học Carol Johnston cho rằng Entheostama Neopterum là loài cá mà cô yêu thích, bởi âm thanh của chúng nghe như âm của cá voi.